# Харер
Харер (амх. ሐረር) — місто на сході Ефіопії, приблизно за 500 км від Аддис-Абеби. Центр регіону Харарі. Населення 122 000 жителів з яких 60 000 чоловіки та 62 000 жінки.. Важливий комерційний центр Ефіопії. Головне ісламське місто Ефіопії. Історичний центр міста, обнесений мурами, в 2006 році був включений до списку Світової спадщини ЮНЕСКО.

## Географія
Розташований на вершині пагорба, на східній околиці Ефіопського нагір'я, приблизно за 500 км на схід від Аддис-Абеби. Висота міста над рівнем моря — 1847 м.

## Клімат
Місто знаходиться у зоні, котра характеризується кліматом помірних степів та напівпустель. Найтепліший місяць — червень із середньою температурою 21.9 °C (71.4 °F). Найхолодніший місяць — грудень, із середньою температурою 16.6 °С (61.9 °F).
| Клімат Харера           | Клімат Харера | Клімат Харера | Клімат Харера | Клімат Харера | Клімат Харера | Клімат Харера | Клімат Харера | Клімат Харера | Клімат Харера | Клімат Харера | Клімат Харера | Клімат Харера | Клімат Харера |
| Показник                | Січ.          | Лют.          | Бер.          | Квіт.         | Трав.         | Черв.         | Лип.          | Серп.         | Вер.          | Жовт.         | Лист.         | Груд.         | Рік           |
| Середня температура, °C | 17,1          | 18,4          | 19,9          | 20,6          | 21,6          | 21,9          | 20,8          | 20,4          | 20,6          | 19,1          | 17,4          | 16,6          | 19,5          |
| Норма опадів, мм        | 19.7          | 28            | 59.4          | 94.9          | 102.3         | 65.2          | 108.7         | 139.7         | 102.2         | 50.6          | 12.5          | 8             | 791.2         |
| Днів з опадами          | 1,8           | 2,4           | 3,7           | 6,8           | 7,9           | 8,4           | 6,5           | 9             | 7,9           | 4,9           | 2,7           | 1,8           | 63,8          |
| Вологість повітря, %    | 60.4          | 62.8          | 64.7          | 71.2          | 73.2          | 66.2          | 63.4          | 64.3          | 66.5          | 70.4          | 71.1          | 68.1          | 66.9          |
| ----------------------- | ------------- | ------------- | ------------- | ------------- | ------------- | ------------- | ------------- | ------------- | ------------- | ------------- | ------------- | ------------- | ------------- |
| Джерело: Weatherbase    |               |               |               |               |               |               |               |               |               |               |               |               |               |

## Історія

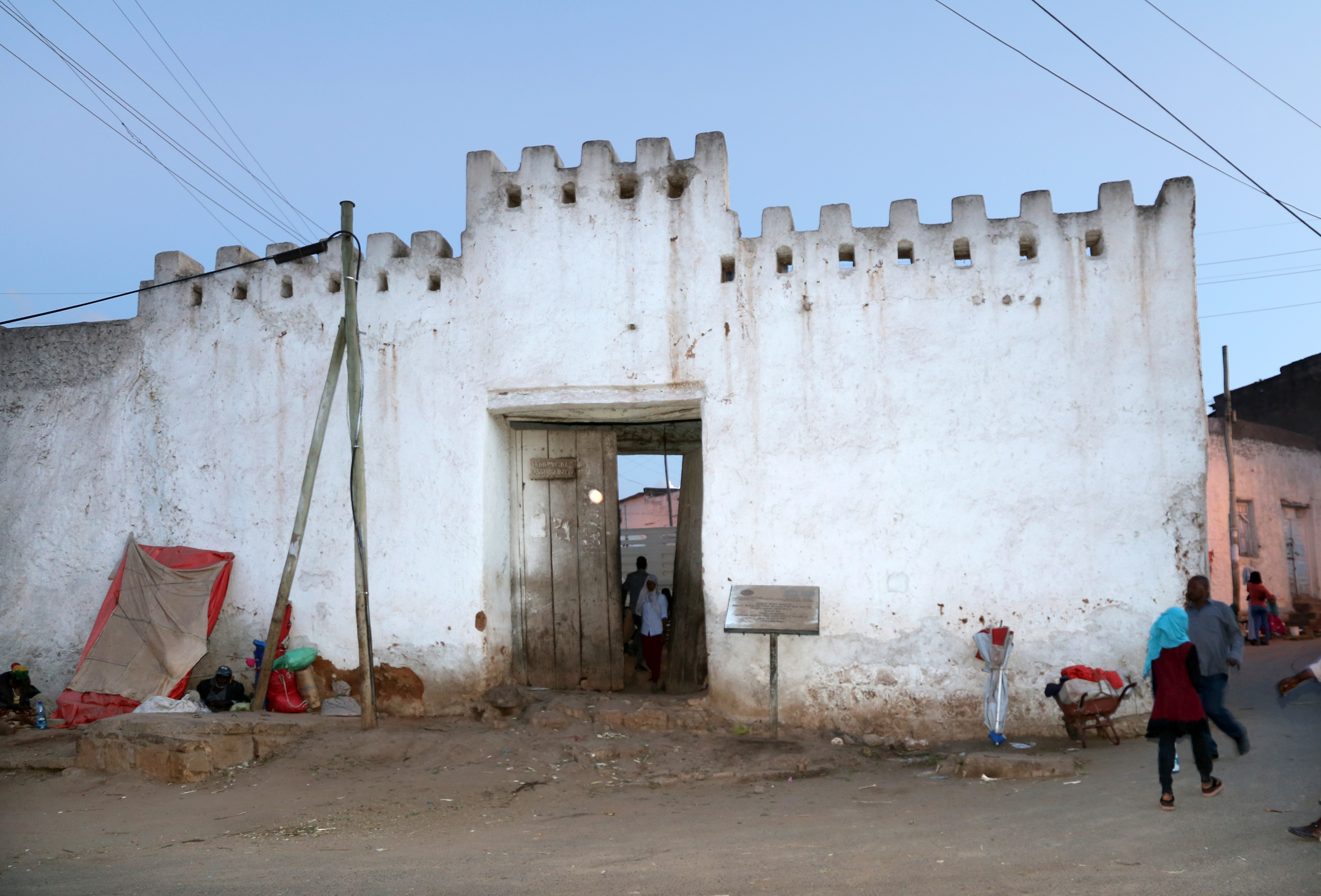
Одні з воріт обнесеного мурами міста

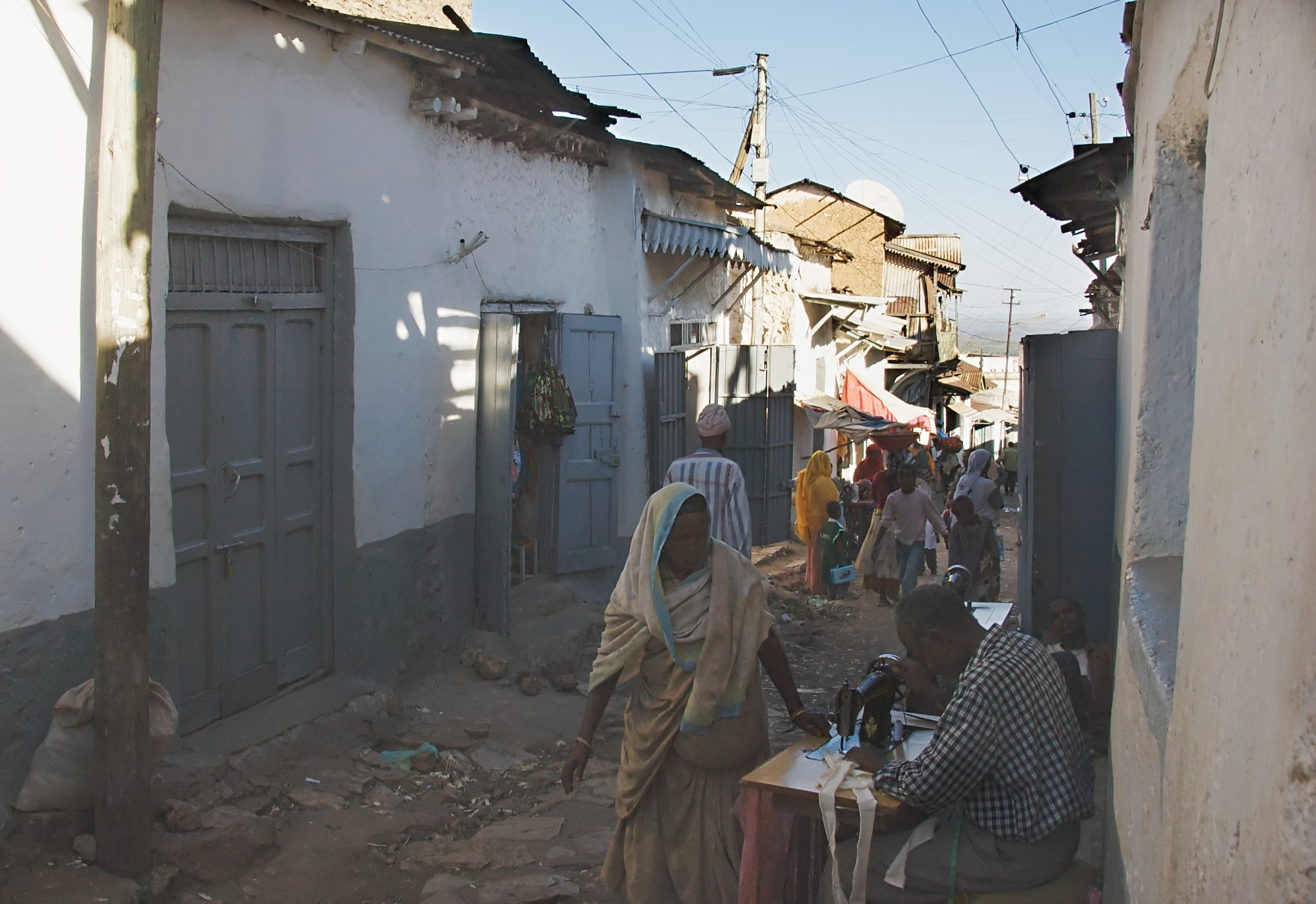
Вулиця в Харері

Емірат із центром у Харері виник на руїнах давнього султанату Іфат-Адаль на початку XVI століття, коли авторитет правлячих султанів Іфат-Адаля з династії Валасма занепав настільки, що їх перестали визнавати. Реальна влада перейшла до релігійних лідерів — імамів. Особливою славою серед них користувався Ахмед ібн Ібрагім аль-Газі. У 1527 році він розпочав війну проти християнської Ефіопії. Після запеклих боїв Ахмеду вдалося захопити більшу частину Ефіопії, але в лютому 1543 року він загинув у битві, і християни повернули контроль над більшістю втрачених провінцій.
У 1552 році мусульмани Харера обрали своїм імамом і еміром племінника аль-Газі, Нур ібн Муджахида. Після його смерті в 1567 році Адаль поринув у хаос. Кілька воєначальників проголосили себе емірами і почали боротьбу за владу. Через вісім років війну проти християн спробував відновити емір Мухаммад ібн Насір, але в 1576 році християни завдали попереджувального удару. Емір Мухаммад і багато інших мусульманських вождів потрапили в полон, а згодом були страчені. Це стала остання спроба Харера та прибережних мусульман підкорити християнську Ефіопію. Незабаром після цього Мухаммад ібн Ібрахім проголосив себе новим правителем Адаля і прийняв титул імама. Однак жителі Харера відмовилися його визнати, і Мухаммад переніс свою столицю в оазу Ауса. Звідти імаму було важко контролювати віддалені райони країни, його авторитет занепав, а реальна влада опинилася в руках місцевих емірів.
Нове піднесення Харера відбулося лише через півстоліття за правління еміра Алі ібн Дауда, який знову зробив це місто резиденцією імама. Після його смерті в 1662 році Адаль остаточно розпався на кілька незалежних еміратів.
Наприкінці XVIII століття територія Харерського емірату скоротилася настільки, що в XIX столітті влада емірів не виходила за межі міста.
У 1875 році Харер захопили єгиптяни. Останній харерський емір Мухаммад ібн Алі потрапив у полон і в 1876 році був страчений. До 1885 року місто перебувало під єгипетським управлінням, але згодом влада перейшла до сина Мухаммада ібн Алі — Абдаллаха ібн Мухаммада. У 1887 році проти нього виступив негус Шоа Менелік. У битві при Челенко у січні 1887 року війська еміра зазнали поразки. Харер був приєднаний до Шоа, а згодом увійшов до складу Ефіопії.
На початку XX століття навколо обнесеного суцільними мурами середньовічного міста-фортеці з’явилися нові житлові райони, і розміри Харера зросли.
Під час італійського вторгнення в Ефіопію 8 травня 1936 року місто захопили італійські війська і воно увійшло до складу колонії Італійська Східна Африка.
У січні 1941 року британські війська розпочали наступ проти італійських сил в Абісинії. Одним із напрямків їхнього наступу був Харер — на той час друге за величиною місто країни. Під час цього наступу британські війська без бою пройшли через перевал Марда і 25 березня 1941 року зайняли Харер.
На початок 1957 року чисельність населення становила близько 40 тис. осіб. Місто було відоме як центр торгівлі (переважно кавкою, зерновими, бавовною, тютюном та іншою сільськогосподарською продукцією), кустарного виробництва будівельних матеріалів (цегли, черепиці та цементу), текстильних виробів, виробів із дерева (меблі, кошики тощо) та шкіри. Також тут діяли олійниці та підприємства з первинної обробки кави. Через місто проходила автомобільна дорога Діредава — Харгейса.
У 1975 році чисельність населення становила 51 тис. осіб. Місто було відоме як центр торгівлі (переважно великою рогатою худобою та сільськогосподарською продукцією: кавою, зерновими, фруктами), а також виробництва гончарних виробів, шкіряного виробництва та кустарного виробництва металевих виробів. Через місто проходили шосе на Діредава та Аддис-Абебу. Крім того, місто було одним із центрів виробництва виробів із соломи.
У 1978 році в місті проживало 60 тис. осіб різних національностей (харарі, галла, амхара та сомалі).
У 1982 році населення становило 62 тис. осіб. Місто було відоме як центр кустарного виробництва металевих виробів, шкіряного виробництва, а також тут діяло кілька олійниць.
За даними перепису 1994 року населення міста становило 76 378 осіб.

## Цікаві факти

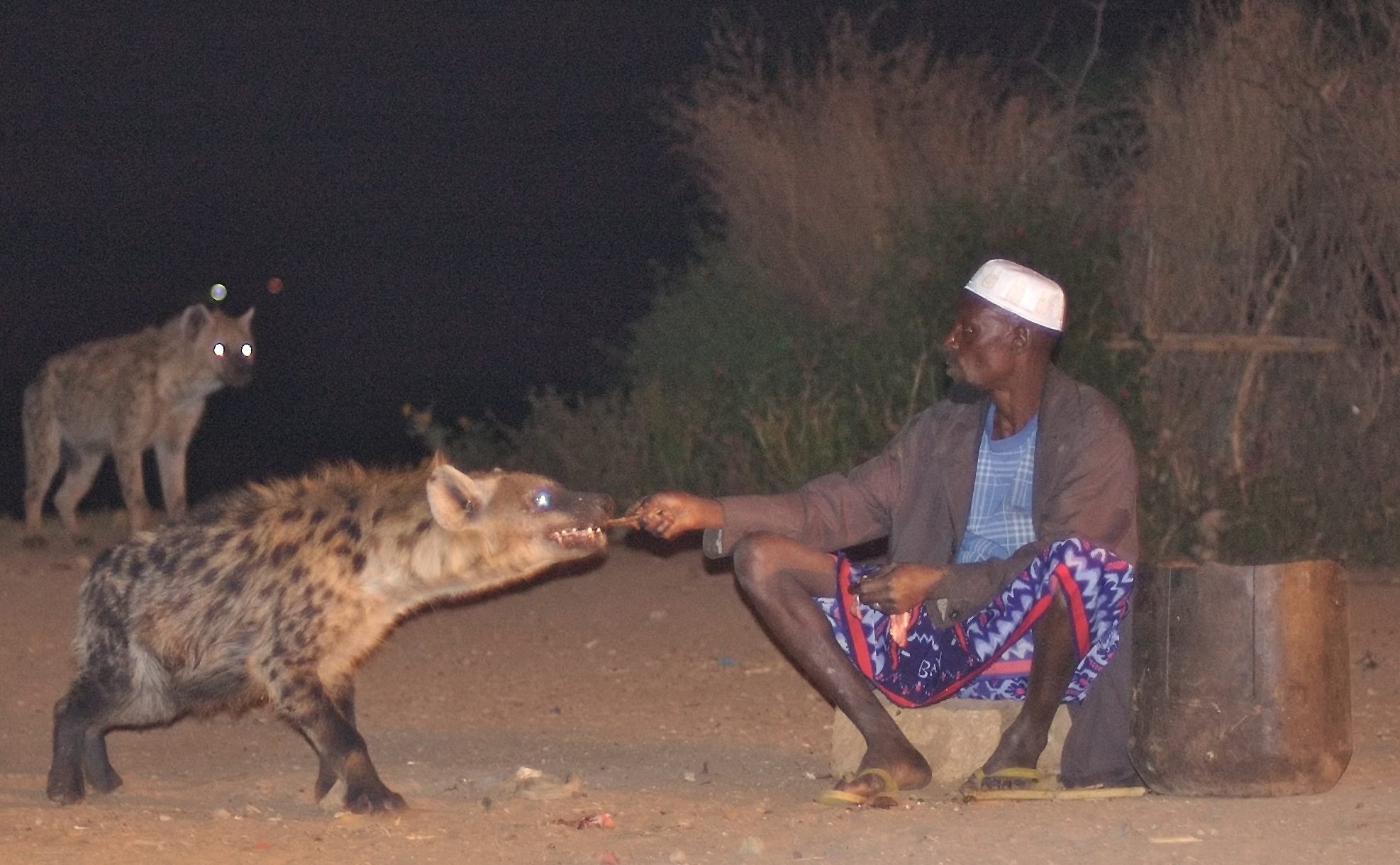
Годування гієн в Харері

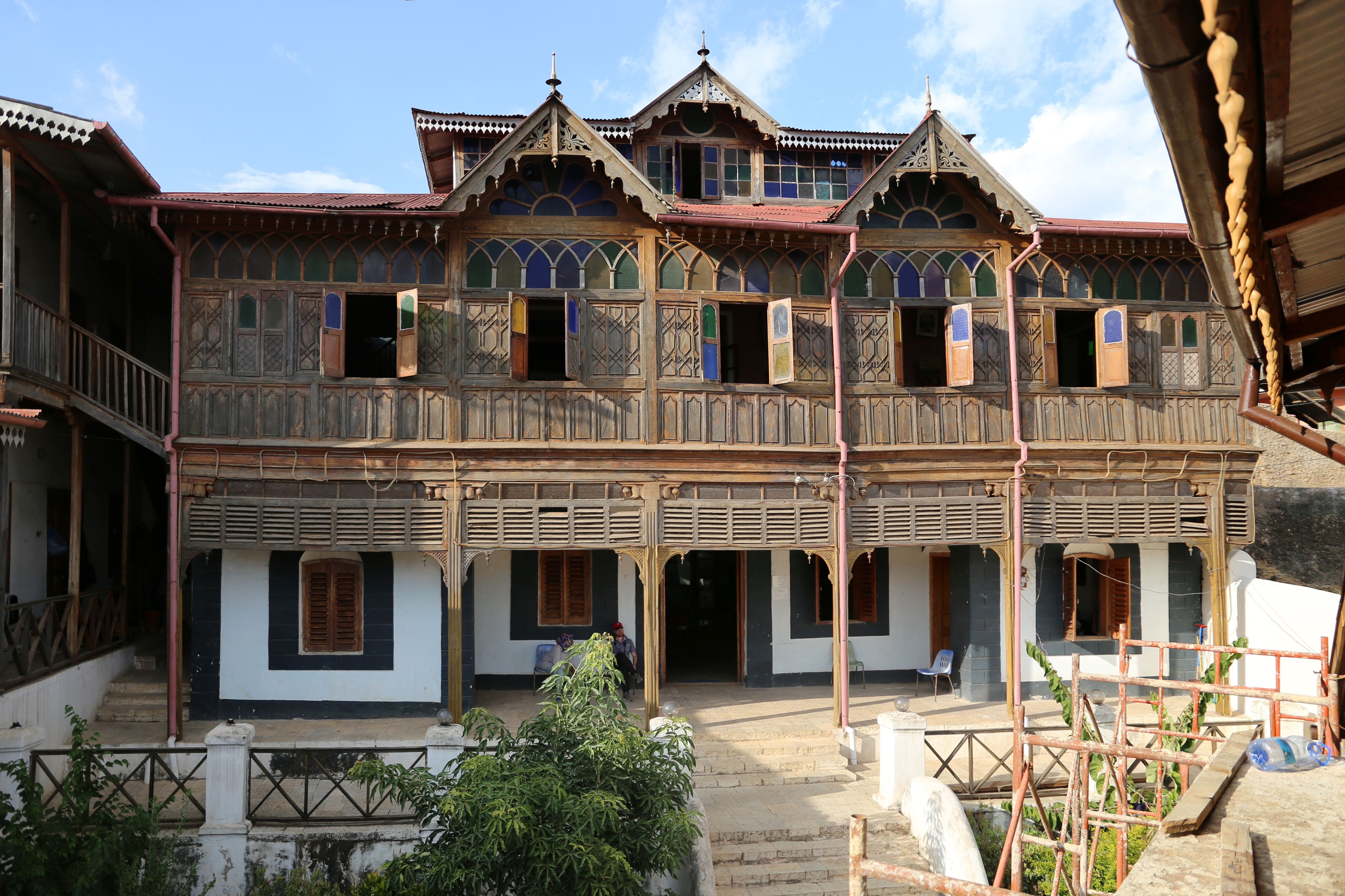
Будинок-музей Артюра Рембо

- Вночі вулиці у місті патрулюють три зграї гієн, що вітається місцевими жителями[12]. Згідно з легендою, раніше зграї плямистих гієн крали худобу, а одного разу навіть напали на дівчинку, що вийшла за мури міста, схопили її за голову і потягли до річки. Тоді мешканці вирішили замість спроб винищити гієн, почати їх підгодовувати. Ця традиція продовжується до теперішнього часу, і годування гієн приваблює туристів[13].
- У 1880-ті роки в місті жив французький поет Артур Рембо, який займався в останні роки свого життя торгівлею вогнепальною зброєю в районі Червоного моря.